# Национална дивизија 2 Португала у рагбију
Национална дивизија 2 Португала у рагбију (порт. Campeonato Nacional da 2.ª Divisão) је трећи ранг рагби 15 такмичења у Португалу.

## О такмичењу
Овим такмичењем руководи Рагби савез Португала. У лигашком делу учествује 16 клубова који су подељени у две групе. Аматерски клубови имају прилику да се пласирају у другу лигу. 
Учесници
'Север'
- Баирада
- Гиамареш
- Фамалисао
- Брага
- Авеиро
- Лоуса
- Аграриа
- Презер Јогар

'Југ'
- Белаш
- Убунту
- АЕФЦ Технологија
- Борба
- Лул
- Виламора
- Форса 15
- Дарк хорсес